# Верхньогірська вулиця
Верхньогі́рська ву́лиця — вулиця в Печерському районі міста Києва, місцевість Чорна гора. Пролягає від Товарної вулиці до тупика.
Прилучаються Пішохідний провулок і Чорногірська вулиця.

## Історія
Вулиця виникла в 1-й половині XX століття, мала назву Ленінська (паралельна назва — Середня). Сучасна назва — з 1944 року. 